# Jules Laforgue
Jules Laforgue (Montevideo, 16 agosto 1860 – Parigi, 20 agosto 1887) è stato un poeta francese.

## Biografia
I suoi genitori si incontrarono in Uruguay, suo padre studiò lì e divenne prima insegnante e poi impiegato di banca. Jules era il secondogenito in una famiglia di undici figli. Nel 1866 la famiglia ritornò in Francia, a Tarbes, città dove aveva già vissuto il padre. Nel 1867 Jules venne affidato, assieme al fratello maggiore Émile, alle cure della famiglia di un cugino, poiché sua madre aveva scelto di tornare da sola in Uruguay.
Nel 1869 il padre di Jules trasferì la famiglia a Parigi. Nel 1877 sua madre morì di parto e Jules, che non fu mai uno studente diligente, non superò l'esame per il diploma. Nel 1878 fallì nuovamente l'esame, e poi ancora una terza volta; iniziò quindi a leggere i grandi autori francesi e a visitare i musei di Parigi, nonché ad elaborare il piano della raccolta di poesie Le sanglot de la terre alla quale lavorerà fino al 1881 e che resterà incompiuta.
Nel 1879 suo padre si ammalò e fece ritorno a Tarbes, ma Jules rimase a Parigi e pubblicò per la prima volta una sua poesia a Tolosa. Entro la fine dell'anno aveva pubblicato numerose poesie ed era già stato notato da autori famosi.  Nel 1880 operò all'interno dei circoli letterari della capitale e divenne un protégé di Paul Bourget, editore della rivista La vie moderne.
A partire dal 1881 la sua carriera letteraria era diventata tanto fitta d'impegni da non consentirgli di tornare a Tarbes per i funerali del padre. Da novembre di quell'anno fino al 1886 visse a Berlino, lavorando come lettore francese per l'imperatrice Augusta, una sorta di consigliere culturale. Era pagato molto bene e poteva inseguire i suoi interessi molto liberamente. Nel 1885 scrisse il suo capolavoro, L'Imitation de Notre-Dame la Lune.
Nel 1886, ritornò in Francia e sposò Leah Lee, una giovane inglese conosciuta a Berlino.
L'anno seguente morì di tubercolosi. È sepolto al cimitero parigino di Bagneux.
La sua poesia sarebbe stata una delle influenze principali per il giovane T. S. Eliot.

## Opere

### Poesie
- Les complaintes (1885)
- L'imitation de Notre-Dame de la Lune (1886)
- Le concile féerique (1886)
- Moralités légendaires (1887)

### Fiabe in prosa
- Les moralités légendaires (1887)

### Pubblicazioni postume
- Des Fleurs de bonne volonté (1890)
- Ultimi versi di Jules Laforgue (Derniers Vers de Laforgue) (1890) (pubblicazione postuma tramite Félix Fénéon)
- Berlin, la cour et la ville (1922)
- Stéphane Vassiliew (1943)